# 暖水乡
暖水乡，是中华人民共和国内蒙古自治区鄂尔多斯市准格尔旗下辖的一个乡镇级行政单位。

## 行政区划
暖水乡下辖以下地区：
暖水村、水泉沟村、榆树壕村、德胜有梁村、圪秋沟村、哈必汉村、德胜西村、韩家塔村、肯木肯村、昌汉不拉村和昌汉素村。